# حارس أمن
حارس أمن هو شخص يدفع لحماية ملكية خاصة من الأعداء أو التخريب غالباً يكونون من الموظفين المدنيين العاملين في القطاع الخاص. يرتدي حراس الأمن زي موحد في المنشآت .